# Kloosterpolder (Slochteren)
De Kloosterpolder is een voormalig waterschap in de provincie Groningen.
Het schap lag aan weerszijden van het dorp Slochteren. De noordoostgrens lag iets ten zuiden (200 m) van de Dannemeerweg en van de  Hondelaan (100 m), de zuidoostgrens lag bij het Siepkanaal, de zuidwestgrens lag bij de Noordbroeksterweg en het Slochterdiep, de noordwestgrens lag bij de Graauwedijk, aan de overzijde van het Afwateringskanaal van Duurswold.
De polder had zowel een molen als een gemaal. Beide stonden aan het Afwateringskanaal en sloegen daarop uit. Dit kanaal en de verbinding ervan met de Wotersumer Ae verdeelden de polder in drie delen. Vandaar dat onder het Afwateringskanaal twee onderleiders lagen. Er lag ook een onderleider onder het Veenkanaal dat in het zuidoosten door het gebied liep.
Waterstaatkundig gezien ligt het gebied sinds 2000 binnen dat van het waterschap Hunze en Aa's.

## Naam
De naam van de polder verwijst naar de Kloostereed, waar eerder het klooster Mariagenade te Schildwolde was gelegen.